# Pettenbach
Pettenbach är en ort och köpingskommun i Österrike. Den ligger i distriktet Kirchdorf i förbundslandet Oberösterreich,  180 km väster om huvudstaden Wien. 
Kommunen består av tio orter (Ortschaften) (inom parentes invånarantal 1 januari 2024):

- Dürndorf (835)
- Etzelsdorf (345)
- Gundendorf (189)
- Hammersdorf (303)
- Lungendorf (339)
- Magdalenaberg (218)
- Mitterndorf (842)
- Pettenbach (1 538)
- Pratsdorf (667)
- Steinfelden (107)